# Таргамадзе, Георгий
Георгий Таргамадзе (груз. გიორგი თარგამაძე; род. 22 ноября 1973 года, Тбилиси) — грузинский политик и журналист. Лидер грузинской партии Христианско-Демократическое движение. С 2003 года по 2008 год возглавлял дирекцию общественно-политических программ грузинского телеканала «Имеди». Был автором и ведущим программы «Дроэба». В 1999—2003 годах был депутатом парламента Грузии, возглавлял фракцию «Единая Грузия» партии лидера Аджарии Аслана Абашидзе «Союз демократического возрождения». До этого занимал пост руководителя аджарского телевидения и пресс-службы Абашидзе.

## Биография
Георгий Таргамадзе родился 22 ноября 1973 года в Тбилиси.
Окончил факультет журналистики Тбилисского государственного университета. В 1991 году стал ведущим журналистом информационной службы первой независимой грузинской телекомпании «Ибервизия». В 1992 году был приглашен президентом Аджарии Асланом Абашидзе в Батуми, став руководителем государственного телевидения Аджарской автономии. Также возглавлял пресс-службу Абашидзе.
В 1999 году Таргамадзе был избран в парламент Грузии от Дидубийского района Тбилиси. В парламенте возглавлял фракцию «Единая Грузия» партии Абашидзе «Союз демократического возрождения». Одновременно Таргамадзе руководил Тбилисской организацией этой партии.
В апреле 2003 года Таргамадзе заявил, что сдает депутатский мандат, покидает «Союз демократического возрождения» и возвращается в журналистику. Своё решение Таргамадзе назвал политическим, но обусловленным человеческим и моральным факторами. Более подробных причин своего ухода Таргамадзе не называл. Вместе с тем он публично поблагодарил Абашидзе за то, что тот «привел его в политику». По мнению некоторых наблюдателей, причиной ухода Таргамадзе стали внутрипартийные разногласия между ним и Абашидзе, которые начались ещё осенью 2002 года, когда глава Аджарии принял решение отстранить Таргамадзе от руководства Тбилисским отделением партии.
В 2003 году Таргамадзе возглавил дирекцию общественно-политических программ телеканала «Имеди», принадлежавшего коммерсанту Бадри Патаркацишвили. Кроме того, Таргамадзе стал ведущим авторской информационно-аналитической передачи «Дроэба» («Время»), одной из самых популярных на грузинском телевидении. Наблюдатели отмечали, что даже после отстранения от власти в результате «революции роз» осени 2003 года Эдуарда Шеварднадзе и избрания президентом Михаила Саакашвили «Имеди», в отличие от государственного канала «Рустави-2», сохранил оппозиционность. В октябре 2007 года Патаркацишвили передал американской компании News Сorporation Руперта Мердока в управление на один год акции «Имеди». Это решение бизнесмен принял из-за того, что власти стали обвинять канал в предвзятости.
7 ноября 2007 после разгона полицией митинга оппозиции, «Имеди» прекратило вещание: здание телекомпании занял спецотряд МВД Грузии, после чего сигнал канала был блокирован. СМИ особо отмечали, что в момент когда спецназ ворвался в студию, Таргамадзе в прямом эфире попросил международные организации дать оценку происходящему. Также он отметил, что телеканал не получал до штурма никаких сообщений от правоохранительных структур. Первоначально сообщалось, что Таргамадзе был задержан. Однако впоследствии МВД опровергло эти сведения. 14 ноября 2007 года Тбилисский городской суд по ходатайству прокуратуры приостановил лицензию «Имеди» и наложил арест на её имущество. Своё требование прокуратура обосновала тем, что канал якобы вел «антигосударственную деятельность».
11 декабря 2007 года Таргамадзе сообщил, что на следующий день «Имеди» вернется в эфир, вновь станет выходить информационная программа «Хроника». 12 декабря вещание телекомпании было возобновлено.
12 января 2008 года Таргамадзе заявил о том, что принял решение уйти из телекомпании «Имеди». При этом он заявил, что по вине владельцев телекомпании, в частности News Corporation, «Имеди» не может нормально вещать. 25 января представитель Генпрокуратуры Грузии сообщил об аресте имущества «Имеди». Прокуратура связала арест с уголовным делом, возбужденным в отношении Патаркацишвили. Коммерсант был обвинен «в заговоре с целью свержения госвласти».
6 февраля 2008 года Таргамадзе сообщил об учреждении им политической партии Христианско-Демократическое движение.
21 мая 2008 года в Грузии прошли выборы в парламент. 5 июня ЦИК опубликовал окончательны итоги, согласно которым возглавляемая Саакашвили партия «Национальное движение» получила около 119 из 150 мандатов в будущем парламенте. Половина депутатов избиралась по мажоритарной системе, другая половина — по пропорциональной. Кандидаты правящей партии выиграли в 71 мажоритарном округе. Два мандата получила объединённая оппозиция, а ещё два — Республиканская партия Давида Усупашвили. По пропорциональной системе Объединённая оппозиция заняла в общей сложности 17 мест в парламенте, Христианско-демократическое движение Таргамадзе, набравшее 8,66 процента голосов, получило 6 мандатов, также шесть депутатских кресел отошло Лейбористской партии. Остальные партии, участвовавшие в выборах, не преодолели 5-процентный проходной порог. Представители оппозиционных партий не согласились с оглашенными результатами.
6 июня 2008 год стало известно, что Таргамадзе решил не поддерживать предпринятый рядом оппозиционных депутатов бойкот новоизбранного парламента, однако вместе с лидерами других оппозиционных партий принял решение не участвовать в первом заседании парламента в знак протеста против нарушений во время проведения выборов.
В августе 2008 года в ответ на признание Россией независимости Абхазии и Южной Осетии после российско-грузинского конфликта, Таргамадзе заявил, что Москва «бросила откровенный вызов мировому порядку». По его мнению, только жесткая оценка действий России мировым сообществом могла бы позволить выйти из создавшего положения. «Если Запад отнесется к этому более или менее лояльно, это вызовет хаос и противостояние в мире», — добавил он.
В сентябре 2008 года Христианско-демократическое движение предложило рассмотреть законопроект об объявлении православия официальной государственной религией в Грузии. Таргамадзе заявил, что фактор Грузинской православной церкви «был решающим в период войны, и признание уже можно считать состоявшимся фактом, которому необходимо только оформление на бумаге». Но несмотря на уверенность Таргамадзе в успехе, обсуждения законопроекта закончились безрезультатно. В июле 2011 года ХДД начало собирать подписи за внесение в конституцию изменений, позволяющих объявить православие официальной религией, однако так и не внесла предложение о подобных поправках в конституцию.
14 июне 2011 года в эфире грузинского телеканала «Маэстро» Таргамадзе объявил о намерении участвовать в президентских выборах 2013 года. Также он сообщил, что готов бороться за кресло премьер-министра после парламентских выборов в 2012 году.
6 октября 2011 года Таргамадзе выступил в политическом ток-шоу HARDtalk на британском телеканале BBC World News, где помимо прочего заявил, что Россия и Грузия должны пересмотреть отношения друг к другу и высказал надежду на помощь Европы в восстановлении диалога с Москвой. Кроме того, он сообщил что НАТО и ЕС, куда стремится вступить Грузия, символизируют для его сограждан «сильную современную армию для защиты мира в регионе и свободную демократию с рыночной экономикой, сбалансированной политической системой и социальным рыночным хозяйством». Вместе с тем, он исключил возможность вступления Грузии в Евразийский союз, а также посетовал на проблемы с независимостью судебной системы и свободой прессы в стране.
22 мая 2012 года Таргамадзе, выступая в парламенте, подверг критике прошедший в Тбилиси 17 мая гей-парад и объявил о том, что ХДД начнет сбор подписей за внесение в конституцию поправок, усиливающих традиционные нравственные ценности.

## Награды
- Орден Вахтанга Горгасала I степени (2013)[37].
- Орден Чести (1999)[38]
- Командор ордена «За заслуги перед Литвой» (10 января 2006 года)[39].